# Pharoahe Monch
Pharoahe Monch, de son vrai nom Troy Donald Jamerson, né le 31 octobre 1972 dans le Queens, New York, est un rappeur américain. Sa singularité réside dans sa rhétorique complexe, des arrangements de rimes internes et polysyllabiques.

## Biographie

### Jeunesse et débuts

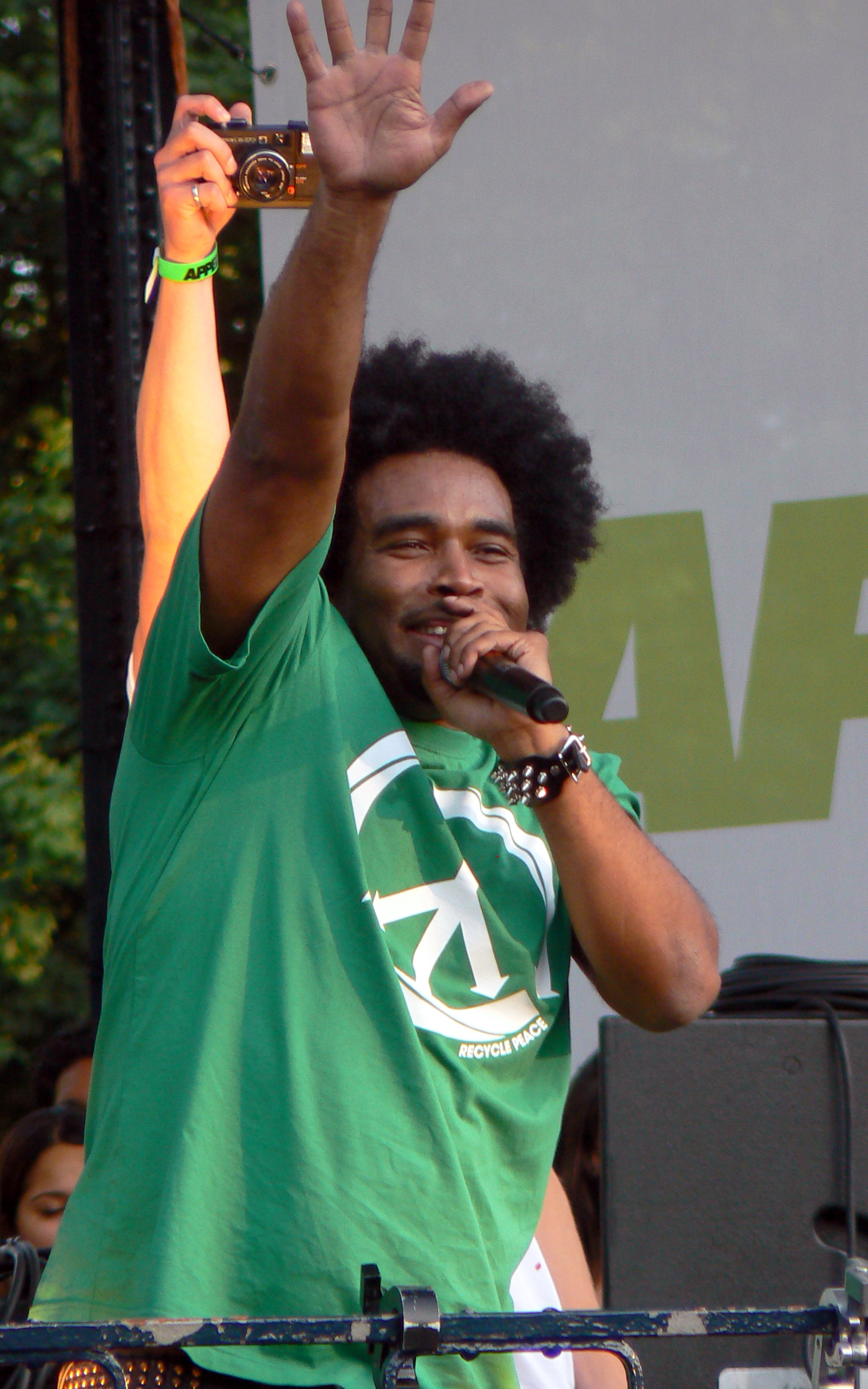
Pharoahe Monch en concert à Amsterdam, aux Pays-Bas, le 2 août 2009.

Jamerson est né le 31 octobre 1972 dans le Queens, un quartier situé dans la ville américaine de New York,. Son nom de scène, Pharoahe Monch, s'inspire de son ancien surnom, Monchhichi, qu'il a reçu au High School of Art and Design par des filles de sa classe, après avoir été raté par un coiffeur (il ressemblait à un « chimpanzé ») ; son surnom dérivait à l'époque du nom américain des peluches Kiki. Le rappeur adopte le prénom de Pharoahe après sa rencontre avec Prince Po du groupe Organized Konfusion. Monch publie trois albums avec Prince Poetry et Organized Konfusion. Il y a tout d'abord l'album éponyme Organized Konfusion (1991), puis Stress: The Extinction Agenda (1994), et enfin The Equinox (1997). Ces trois albums sont bien accueillis par la critique mais se vendent moyennement bien. Prince Po décide alors de mettre un terme à la relation artistique qu'il entretenait avec Monch au sein d'Organized Konfusion. Cet évènement marque le début de la carrière solo de Pharoahe Monch. 
Pharoahe Monch signe par la suite un contrat avec le label indépendant Rawkus Records. Après plusieurs apparitions, notamment sur la compilation populaire de Rawkus, Soundbombing 2, la carrière solo de Pharoahe Monch est lancée avec l'album Internal Affairs,. L'album est publié le 19 octobre 1999 et atteint la 41e place du Billboard 200. L'album fait notamment participer Talib Kweli et Black Thought de The Roots. Le premier single de l'opus s'intitule Simon Says, l'un des grands succès de l'année qui atteint la 97e place du Billboard Hot 100. Mais Monch est poursuivi en justice pour avoir utilisé un sample de la musique du film Mothra contre Godzilla pour le beat de la chanson. 

### Années 2000 et 2010
En 2001, il connait un nouveau succès avec la chanson Got You, présente dans la bande-originale du film Training Day avec Denzel Washington. C'est un succès artistique et non commercial car les ventes du single restent décevantes. En 2003, Pharoahe sort son dernier single sous le label Rawkus Records, Agent Orange. La chanson Simon Says est présentée lors de la sortie cinématographique, en 2000, de Charlie et ses drôles de dames et dans le film Les Initiés avec la chanson Right Here. Des rumeurs courent sur la sortie de l'album Innervisions sous le label Shady Records, mais l'affaire semble ne pas avoir abouti. Pharoahe Monch annonce depuis exercer ses talents sous le label Street Records Corporation qui est aussi celui du Wu-Tang Clan, de David Banner et de Terror Squad. Le 26 juin 2007, il publie son deuxième album solo Desire qui est acclamé par la critique,. 
Pharoahe Monch produit et sert de nègre littéraire pour le titre The Future et Hold Up pour Havoc (membre de Mobb Deep) et pour le dernier album de Puff Daddy, Press Play.
Monch publie en fin mars 2011 son troisième album, intitulé W.A.R. (We Are Renegades). La même année, Pharoahe Monch devient juge de la série télévisée Ultimate MC TV aux côtés de Royce da 5'9", Sean Price, Planet Asia, et Organik. Son quatrième album, PTSD: Post Traumatic Stress Disorder, est publié le 15 avril 2014. La même année, Rise of the Northstar reprend le titre Simon Says dans l'album Welcame. En 2015, Monch et Talib Kweli réagissent au décès de Pumpkinhead révélant être choqués. Le 14 avril 2015, Monch publie une nouvelle mixtape intitulée Lost in Translation. La mixtape fait notamment participer Justin Timberlake, Jill Scott, et Will.I.Am.

## Discographie

### Albums studio
- 1999 : Internal Affairs
- 2007 : Desire
- 2011 : W.A.R. (We Are Renegades)
- 2014 : PTSD: Post Traumatic Stress Disorder

### Albums collaboratifs
- 1991 : Organized Konfusion (avec Organized Konfusion)
- 1994 : Stress: The Extinction Agenda (avec Organized Konfusion)
- 1997 : The Equinox (avec Organized Konfusion)

### Mixtapes
- 2006 : The Awakening
- 2014 : Lost in Translation